# 持田ヘルスケア
持田ヘルスケア株式会社（もちだヘルスケア、英語: MOCHIDA HEALTHCARE CO.,LTD.）は、持田製薬株式会社の子会社で、化粧品の製造・販売を主な事業とする日本の企業である。

## 概要

### 沿革
- 2004年（平成16年）4月1日 - 持田製薬からヘルスケア事業を分社「持田ヘルスケア株式会社」発足
- 2012年（平成24年）11月 - 公式オンラインショップ開始。

## 事業

### ヘルスケア事業
皮膚科学に基づいて、敏感肌にやさしいスキンケア製品（化粧品、石鹸など）を開発販売している。
- コラージュビーケーエイジ
- コラージュホワイトニング
- コラージュ新基礎化粧品
- コラージュ基礎化粧品
- コラージュ石鹸&ボディケア
- コラージュフルフルネクスト
- コラージュフルフルスカルプ
- コラージュフルフル石鹸
- コラージュDメディパワー
- コラージュヘアケア
- スキナベーブ
- スキナシリーズ

### 事業所
- 本社（東京都新宿区）
- 支店：札幌、仙台、東京、東京第二、首都圏（横浜）、名古屋、京都、大阪、広島、福岡
- 営業拠点：旭川、函館、青森、秋田、盛岡、郡山、新潟、高崎、宇都宮、水戸、土浦、千葉、松戸、埼玉、川越、多摩、厚木、静岡、浜松、松本、甲府、北陸、大阪北、堺、神戸、高松、松山、高知、徳島、岡山、米子、山口、北九州、大分、長崎、熊本、宮崎、鹿児島、沖縄
- 製造工場：埼玉、栃木
- 配送センター：岡山

### 関連会社
- 持田製薬株式会社
- 持田製薬工場株式会社 - 医薬品の受託製造
- 株式会社持田インターナショナル
- 株式会社テクノネット
- 財団法人持田記念医学薬学振興財団 - 主に医薬、薬学の研究に対して助成を行う。